# Comuni di Guadalupa
Lista dei 32 comuni di Guadalupa.
| Codice INSEE | Codice Postale | Comune                      | Sindaco                      |
| ------------ | -------------- | --------------------------- | ---------------------------- |
| 97101        | 97142          | Les Abymes                  | Daniel Marsin                |
| 97102        | 97121          | Anse-Bertrand               | Alfred Dona-Erié             |
| 97103        | 97122          | Baie-Mahault                | Ary Chalus                   |
| 97104        | 97123          | Baillif                     | Marie-Lucile Breslau         |
| 97105        | 97100          | Basse-Terre                 | Guy Georges                  |
| 97106        | 97125          | Bouillante                  | Robert Racon                 |
| 97107        | 97130          | Capesterre-Belle-Eau        | Joël Beaugendre              |
| 97108        | 97140          | Capesterre-de-Marie-Galante | Marlène Bourgeois-Miraculeux |
| 97111        | 97126          | Deshaies                    | Jeanny Marc                  |
| 97110        | 97127          | La Désirade                 | René Noël                    |
| 97113        | 97190          | Le Gosier                   | Jean-Pierre Dupont           |
| 97109        | 97113          | Gourbeyre                   | Luc Adémar                   |
| 97114        | 97128          | Goyave                      | Jean Laguerre                |
| 97112        | 97112          | Grand-Bourg                 | Patrice Tirolien             |
| 97115        | 97129          | Lamentin                    | Reinette Juliard             |
| 97116        | 97111          | Morne-à-l'Eau               | Jean-Claude Lombion          |
| 97117        | 97160          | Le Moule                    | Gabrielle Louis-Carabin      |
| 97118        | 97170          | Petit-Bourg                 | Ary Broussillon              |
| 97119        | 97131          | Petit-Canal                 | Florent Mitel                |
| 97120        | 97110          | Pointe-à-Pitre              | Henri Bangou                 |
| 97121        | 97116          | Pointe-Noire                | Félix Desplan                |
| 97122        | 97117          | Port-Louis                  | Jean Barfleur                |
| 97124        | 97120          | Saint-Claude                | Élie Califer                 |
| 97125        | 97118          | Saint-François              | Ernest Moutoussamy           |
| 97126        | 97134          | Saint-Louis                 | Jacques Cornano              |
| 97128        | 97180          | Sainte-Anne                 | Blaise Aldo                  |
| 97129        | 97115          | Sainte-Rose                 | Richard Yacou                |
| 97130        | 97136          | Terre-de-Bas                | Fred Beaujour                |
| 97131        | 97137          | Terre-de-Haut               | Louis Moulinié               |
| 97132        | 97114          | Trois-Rivières              | Albert Dorville              |
| 97133        | 97141          | Vieux-Fort                  | Nérée Bourgeois              |
| 97134        | 97119          | Vieux-Habitants             | Georges Clairy               |

## Ex comuni della Guadalupa
Saint-Barthélemy e Saint-Martin sono divenute collettività d'oltremare dopo la revisione costituzionale del 17 marzo 2003, al referendum del 7 dicembre 2003 e all'adozione della legge organica del 21 febbraio 2007. Dal 15 luglio 2007, dopo l'elezione dell'Assemblea territoriale e al cambiamento completo dello statuto, hanno cessato di essere comuni di Guadalupa.
| Codice INSEE | Codice Postale | Comune           | Sindaco        |
| ------------ | -------------- | ---------------- | -------------- |
| 97123        | 97133          | Saint-Barthélemy | Bruno Magras   |
| 97127        | 97150          | Saint-Martin     | Albert Fleming |